# SC Roland Beckum
Der SC Roland Beckum (offiziell: Sportclub Roland 1962 e. V.) ist ein Fußballverein aus Beckum im Kreis Warendorf. Die erste Mannschaft spielte von 2012 bis 2017 in der Oberliga Westfalen.

## Geschichte
Der Verein wurde am 20. Juni 1962 gegründet. Über Jahrzehnte spielte der Verein lediglich auf Kreisebene und konnte nur von 1972 bis 1975 und in der Saison 1988/89 in der Bezirksliga antreten. 1994 stieg der SC Roland in die Kreisliga B ab und kehrte erst vier Jahre später in das Beckumer Kreisoberhaus zurück. Mitte der 2000er Jahre begann dann der sportliche Aufschwung. Durch das Engagement des Personaldienstleisters Olaf Hansen konnte die Mannschaft verstärkt werden und erreichte im Jahre 2007 die Meisterschaft der Kreisliga A. Nach der Vizemeisterschaft im Jahre 2009 hinter dem VfL Wolbeck folgte ein Jahr später der Aufstieg in die Landesliga. Dort traf die Mannschaft auf die SpVg Beckum, die zuvor jahrzehntelang das lokale sportliche Aushängeschild war. 
Dem SC Roland gelang als Meister im Jahre 2011 der Durchmarsch in die Westfalenliga 1. Während der Rückrunde geriet der Verein ins Visier der Steuerfahndung, weil einige Spieler Schwarzgeld kassiert haben sollen. Im Jahre 2012 qualifizierte sich die Mannschaft als Tabellenvierter für die wieder eingeführte Oberliga Westfalen, in der man als Neuling in der Saison 2012/13 Platz elf belegte. In den folgenden Spielzeiten etablierte sich der Verein in der Oberliga und erreichte in den Jahren 2014/15 und 2015/16 jeweils den vierten Rang. Dafür mussten die Beckumer dann 2017 aufgrund der schlechteren Tordifferenz gegenüber dem ASC 09 Dortmund wieder in die Westfalenliga absteigen, wo der SC Roland in der Saison 2017/18 nur zwei Punkte Vorsprung auf den ersten Abstiegsplatz hatte.
In den folgenden zwei Spielzeiten verpasste die Mannschaft den angestrebten Wiederaufstieg in die Oberliga. Zu Beginn der Saison 2019/20 machte der Verein durch namhafte Neuverpflichtungen auf sich aufmerksam und belegte im Oktober zeitweilig die Tabellenführung. Dennoch verkündete die Vereinsführung am 5. Dezember 2019 den Rückzug der Mannschaft zum Saisonende und einen Neuanfang in der Kreisliga A. Gründe für den Rückzug waren stagnierende Zuschauerzahlen, fehlende ehrenamtliche Helfer und die mangelnde Jugendarbeit. 2024 stand der SC Roland vor der Rückkehr in die Bezirksliga, jedoch verlor die Mannschaft das Entscheidungsspiel gegen die punktgleiche SpVg Oelde mit 0:2.

## Statistik

### Erfolge
- Aufstieg in die Oberliga Westfalen: 2012
- Meister der Landesliga Westfalen 5: 2011

### Saisonbilanzen
Grün unterlegte Platzierungen kennzeichnen einen Aufstieg, rot unterlegte einen Abstieg.
| 2004/05 | Kreisliga A Beckum    | VIII | 13. |
| 2005/06 | Kreisliga A Beckum    | VIII | 02. |
| 2006/07 | Kreisliga A Beckum    | VIII | 01. |
| 2007/08 | Bezirksliga Staffel 9 | VII  | 09. |
| 2008/09 | Bezirksliga Staffel 9 | VIII | 02. |
| 2009/10 | Bezirksliga Staffel 9 | VIII | 01. |
| 2010/11 | Landesliga Staffel 5  | VII  | 01. |

| 2011/12 | Westfalenliga 1    | VI | 04. |
| 2012/13 | Oberliga Westfalen | V  | 11. |
| 2013/14 | Oberliga Westfalen | V  | 06. |
| 2014/15 | Oberliga Westfalen | V  | 04. |
| 2015/16 | Oberliga Westfalen | V  | 04. |
| 2016/17 | Oberliga Westfalen | V  | 16. |
| 2017/18 | Westfalenliga 1    | VI | 11. |

| 2018/19 | Westfalenliga 1      | VI | 06. |
| 2019/20 | Westfalenliga 1 A    | VI | 07. |
| 2020/21 | Kreisliga A Beckum B | IX | –   |
| 2021/22 | Kreisliga A Beckum   | IX | 07. |
| 2022/23 | Kreisliga A Beckum   | IX | 09. |
| 2023/24 | Kreisliga A Beckum   | IX | 02. |

## Stadion
Heimspielstätte des Vereins ist der Sportplatz Roland mit einer Kapazität von 1500 Zuschauern. Der Sportplatz befindet sich an der Vorhelmer Straße 445 und es wird auf Kunstrasen gespielt.

## Persönlichkeiten
- Furkan Ars
- Ismail Atalan
- Musemestre Bamba
- Diego Bortolozzo
- Semih Dağlar
- Aytürk Geçim
- Oliver Glöden
- Pascal Koopmann
- Joseph Laumann
- Muhammet Sözer
- Sebastian Sumelka
- Turgay Tapu
- René Wessels